# Phou Khè
Phou Khè är ett berg i Laos.   Det ligger i provinsen Sainyabuli, i den västra delen av landet, 210 km nordväst om huvudstaden Vientiane. Toppen på Phou Khè är 2 079 meter över havet.
Terrängen runt Phou Khè är huvudsakligen kuperad, men österut är den bergig. Runt Phou Khè är det glesbefolkat, med 19 invånare per kvadratkilometer. I omgivningarna runt Phou Khè växer i huvudsak städsegrön lövskog.